# U6 Cycle Tour
U6 Cycle Tour är ett etapplopp inom landsvägscykling som arrangerats årligen sedan 1977 i trakterna runt Tidaholm och Hökensås. Tävlingen arrangeras av Cykelklubben U6. Etapploppen som är det största i Sverige, har 11 klasser från barn till elit. Närmare 400 av de 700 tävlande är ungdomar under 16 år. Etapperna består av ett kriterium som körs i centrala Tidaholm, två tempolopp som utgår från Tidaholm och tre linjelopp runt om i kommunen.